# Formigueret del Roraima
El formigueret del Roraima (Herpsilochmus roraimae) és una espècie d'ocell de la família dels tamnofílids (Thamnophilidae).

## Hàbitat i distribució
Viu a la selva pluvial del sud de Veneçuela, Guyana i l'adjunt nord-oest del Brasil.